# Ivașkivka, Novohrad-Volînskîi
Ivașkivka (în ucraineană Івашківка) este un sat în comuna Suslî din raionul Novohrad-Volînskîi, regiunea Jîtomîr, Ucraina.

## Demografie
Componența lingvistică a localității Ivașkivka
     Ucraineană (97,97%)
     Rusă (2,03%)
Conform recensământului din 2001, majoritatea populației localității Ivașkivka era vorbitoare de ucraineană (97,97%), existând în minoritate și vorbitori de rusă (2,03%).